# 政宗一成
政宗一成（日语：／ Masamune Issei，1948年12月2日—），日本男性前配音員、前演員、前旁白。株式會社夢吽空（むんく）主宰。出身於廣島縣吳市。身高178cm。O型血。

## 來歷
1948年，政宗一成出生於廣島縣，是井上家族的長子。當他三四歲時，父母因各種原因離婚，他被父親岡田家族收養，岡田家族是廣島縣吳市的一家清酒、醬油和味噌批發商。
童年時期，他因父親在太平洋戰爭期間在中國感染肺結核而感染假性結核病，被迫住進醫院，因此從未上過幼兒園或小學1年級。他讀1年級時父親就去世，他按照自己的意願升入小學2年級，但他連中的字母都寫不出來，直到小學6年級，他的成績一直都是倒數第一名。
中學一年級之後，他與養母和父親的姊姊從廣島搬到了東京，每天學習15個小時，並以月薪4,000日圓送報紙，持續了3年，之後進入了超級高等教育高中。
由於數學、物理、化學他都不擅長，因此沒能考上東京大學，在報考了早稻田大學、上智大學、青山學院大學後，他進入了青山學院大學經濟學院。他曾經擔任廣播研究社的社長，但當其基地轉移到青山學院大學時，他捲入了安保鬥爭。
此後，他失去了養母，繼承了她繼承的全部2,000萬日元，但4年後就用完了，所有親戚都與他斷絕了關係。
青山學院大學經濟學院畢業後，曾負責《讀賣新聞》編輯部，並負責編輯部社群媒體部（社會面）。
當時正值上述安保鬥爭前後，社會問題較多，有一種停滯感和無助感，一名分配到政治和社會部門的記者，因擔心與學生時代所設想的理想有差距，而政宗一成見過很多人因為與公司的衝突而自殺。當時他就認為「我到底能做什麼呢？」。
當他完成第14版報紙的截稿日期回到家時，被廣播《JET STREAM》中播放的城達也的旁白解說迷住了，想成為一名旁白，所以他進入了俳協演劇研究所（第1期生）。當時沒有專門培養旁白的訓練學校，他一邊在訓練學校學習表演，一邊在20多歲時開始擔任配音員，後來成為旁白。師從城達也、小林恭治、千田是也、瀧澤修、木下順二、宇野重吉、山本安英等。
在訓練學校期間，他練習日本舞和舞蹈，但據說他向教練抱怨「為什麼我必須這樣做？」
當他在訓練學校時，他被教導腹式呼吸，但他認為坦達呼吸是正確的方法，他這麼認為是因為他有橄欖球和柔道等田徑運動的經驗，並且了解坦達呼吸。
在擔任東京俳優生活協同組合（俳協）理事後，他是創立Sigma Seven的7名成員之一。擔任Sigma Seven審計員8年。
之後他認為，即使在配音員中，能夠將靈魂投入到「言靈」這個詞中的人也很少，能夠傳授這種感性和技巧的人也很少，覺得這種現狀是不能允許的，因此他決定在1997年獨立，成立「夢吽空」。擔任代表董事、主宰。
2018年12月2日，政宗一成退出日本演員工會，退出電視、廣播界。目前，其主要活動包括製作和銷售書籍、閱讀光碟等，並透過網路進行發行。

## 人物
還有記作正宗 一成。本名、舊藝名。1978年改名為政宗一成。為他取藝名的人是算命師王麗華。出生名。東映的岡田茂是他母親的表弟，岡田裕介是他的表弟。
聲種：低男中音。
他廣泛活躍於電視、廣告等的旁白。
經常擔任電視節目的旁白解說。
政宗一成只能用他的感官閱讀文本，但他說他已經開始收到諸如「我想請政宗先生做這件事」或「這只能由政宗先生做」之類的請求。
也因為如此，他才能夠得到許多與一般電視旁白工作截然不同的工作。

## 演出
粗體字表示主要角色。

### 電視動畫
1976年
- 萬里尋父（日语：アンデス少年ペペロの冒険）（瓦桑）
- 無敵太空船（吉田局長、達加元帥 等）
- 大飯桶（日语：ドカベン）（1976年—1979年，麻島、黨羽B）
- 丁丁與平平（日语：ドン・チャック物語）（神虎、水牛、西薩 等）
- 尋母三千里（巴多羅密歐）
- 布洛卡軍團IV 無敵飛天俠（士兵、發田一郎、摩古魯兵）
- 妖怪傳 貓目小僧（連太郎、五作、恒作、惡靈、木野老師、之助）

1977年
- 排球英雌
- 浣熊拉斯卡爾
- 咪咪流浪記
- 電磁超人飛金剛（山本勝之總司令官）
- 小雙俠 (1977年版)（銅假面、犬鼻坤介）
- 漫畫日本繪卷（日语：まんが日本絵巻）（藤原時平）
- 若草的夏洛特（日语：若草のシャルロット）（牛仔B）

1978年
- 宇宙戰艦大和號2（副官）
- 宇宙魔神大劍豪（參謀A）
- 佩琳物語
- 星星王子 小王子（日语：星の王子さま プチ・プランス）（市長、讓[10]）
- 無敵超人桑波特3（隊員鶴井）
- 無敵鋼人泰坦3（黑衣男）
- 野球狂之詩（日语：野球狂の詩）（1978年—1979年，記者A、掛布、觀眾B、星探、井上 等）
- 魯邦三世 (TV第2系列)（日语：ルパン三世 (TV第2シリーズ)）

1979年
- 清秀佳人（威廉·貝爾）
- 圓桌騎士物語 燃燒吧亞瑟（1979年—1980年，使者、莫頓、葛爾、艾文斯、小頭、侍從長、艾雷基）2系列
- 科學探險隊5（航海家、學者、醫生 等）
- 機動戰士鋼彈（1979年—1980年，保羅·卡修斯[2]、軍人A、蓋亞[2]、托古華、巴達夏）
- 人造人009 (1979年版)（1979年—1980年，史茲、隊長、麥提、道爾頓）
- 哆啦A夢 (大山羨代版)
- 太空飛鼠展神威（日语：トンデモネズミ大活躍）（警戒線警察[11]）
- 日本名作童話系列 赤鳥之心（日语：赤い鳥）
- 花仙子露露
- 漫畫猿飛佐助（三好伊左入道 等）
- 野球狂之詩（日语：野球狂の詩）

1980年
- 宇宙戰士巴魯迪奧斯（1980年—1981年，幹部A、總統）
- 甜甜貓（蘇的父親、虎渕）
- 天才小釣手（釣客B）
- 原子小金剛 (1980年版)（隊員A）
- 傳說巨神伊甸王（士兵、兵）
- 湯姆歷險記（傑夫·柴契爾的父親）
- 凡爾賽玫瑰
- 無敵機器人 托萊達G7（係員）
- 魔法少女拉拉貝爾（由利寅吉[2]）
- 未來機器人 達爾達尼亞斯（凱末爾的聲音）

1981年
- 早安！蘇龐克（日语：おはよう!スパンク）
- 銀河旋風無賴我（1981年—1982年，畢宿五、殭屍沃隆特）
- 太陽之牙達格拉姆（拉賓·卡西姆、漢克曹長）
- 靈犬雪麗（紳士）

1983年
- 裝甲騎兵波德姆茲（1983年—1984年，察克·奧里亞、路·夏柯[2]）
- 野生的咆嘯（日语：野生のさけび）

1987年
- 城市獵人（阿諾[2]）
- 變形金剛：頭領戰士（旁白[12]、音爆黑音波[12]〈聲波〉）

1996年
- 逮捕令（1996年—2008年，課長[13][14]）4系列 + 特別篇1作品

1999年
- 週刊故事樂園（日语：週刊ストーリーランド）（旁白）

2008年
- Keroro軍曹（搜査官）

### 電影動畫
- 劇場版 機動戰士鋼彈（1981年，保羅·卡修斯艦長[2]）
- 劇場版 青少棒揚威記（1981年，裁判）
- 紀錄片 太陽之牙達格拉姆（1983年，士兵）
- （1984年，石岡昭三）
- （1987年，安藤克美）
- 銀河英雄傳說：我的征途是星辰大海（1988年，杜懷特·格林希爾上將[15]）
- 逮捕令 the MOVIE（1999年，課長）
- SKI JUMPING PAIRS Road to TORINO 2006（日语：スキージャンプ·ペア#スキージャンプ・ペア Road to TORINO 2006）（2006年，旁白）

### OVA
- 裝甲騎兵波德姆茲：大決戰（1986年，路·夏柯[2]）
- 戰鬥吧！超機械生命體變形金剛 大都市發動篇（日语：戦え!超ロボット生命体トランスフォーマー スクランブルシティ発動編）（1986年，旁白、聲波）
- 銀河英雄傳説（1988年，杜懷特·格林希爾上將[2]）
- 冥王計劃傑歐萊馬（1988年，旁白、秋津正人的岳父）
- 逮捕令（1994年—1995年，課長[2]）
- 銀河英雄傳說外傳 千億之星、千億之光（1998年，杜懷特·格林希爾上將）
- 裝甲騎兵波德姆茲 幻影篇（2010年，路·夏柯）

### 遊戲
1989年
- S.C.I.（日语：S.C.I.）（旁白）

1992年
- 雀偵物語2 宇宙偵探帝凡出勤篇（旁白[2]）

1994年
- 超人七號 -地球防衛作戰-
- 波斯王子2：影與火 日語版（旁白）

1997年
- 超級機器人大戰F（蓋亞、狄尼克·塞賽南）
- 幻想國物語 ～那魯魯王國物語～（日语：ワールド・ネバーランド 〜オルルド王国物語〜）（管家、席茲尼）

1998年
- 機動戰士鋼彈 基連的野望（日语：機動戦士ガンダム ギレンの野望）（保羅·卡修斯）
- 超級機器人大戰F完結篇（蓋亞、狄尼克·塞賽南）

1999年
- 超級機器人大戰完全版（蓋亞）

2000年
- 機戰傭兵2（日语：アーマード・コア2）（史托朗格）
- EVE ZERO（日语：EVE ZERO）（平松龍彌）
- S鋼彈 G世代（2000年—2006年，蓋亞）3作品[系列 1]
- 機動戰士鋼彈 拳擊打字 一年戰爭（蓋亞）
- 機動戰士鋼彈 基連的野望 吉翁的系譜（保羅·卡修斯）
- 日昇英雄譚R（日语：サンライズ英雄譚）（路·夏柯）
- 超級機器人大戰α（蓋亞）

2001年
- 超級機器人大戰α for Dreamcast（蓋亞）
- 逮捕令（課長）

2002年
- 機動戰士鋼彈 基連的野望 吉翁獨立戰爭記（日语：機動戦士ガンダム ギレンの野望 ジオン独立戦争記）（保羅·卡修斯）

2004年
- 機動戰士鋼彈 戰士們的軌跡（日语：機動戦士ガンダム 戦士達の軌跡）（巴塔夏、史都華）
- 超級機器人大戰GC（日语：スーパーロボット大戦GC）（蓋亞）

2005年
- VM JAPAN（旁白）

2006年
- 宇宙刑事魂（日语：宇宙刑事魂）（旁白）
- 召喚夜響曲4（美食老爺）
- 超級機器人大戰XO（日语：スーパーロボット大戦GC）（蓋亞）

2007年
- 裝甲騎兵波德姆茲（路·夏柯）[注 1]

2008年
- 超級機器人大戰A 攜帶版（蓋亞）

2012年
- 第2次超級機器人大戰Z 再世篇（路·夏柯）

2013年
- 超級機器人大戰Operation Extend（蓋亞、路·夏柯）

2014年
- 第3次超級機器人大戰Z 時獄篇／天獄篇（2014年—2015年，路·夏柯）2作品

2019年
- 超級機器人大戰T（路·夏柯）

### 外語配音

#### 電影
- 奪命列車（英语：Breakheart Pass (film)） ※TBS版。
- 大巧局 ※TBS版。
- 禁忌的遊戲
- 愛情與子彈（英语：Love and Bullets (1979 film)）（亨茨〈保羅·科斯洛（英语：Paul Koslo）〉）※TBS版[注 2]。
- 麥克阿瑟傳（哈瑞·S·杜魯門〈艾德·弗蘭德斯（英语：Ed Flanders）〉）※TBS版。
- 中途島戰役（英语：Midway (1976 film)） ※TBS版。
- 薩巴達歸來（英语：Return of Sabata）
- 宇宙靜悄悄（英语：Silent Running）（通訊官員3）
- 英雄情困美人關（英语：The Hell with Heroes）
- 鎗火（阿鬼〈黃秋生〉）
- 世界大戰（隊員）
- 美國最後之日（英语：Twilight's Last Gleaming）（亞歷山大·B·富蘭克林上校〈謝恩·里默（英语：Shane Rimmer）〉）
- 曇花緣未了（英语：Two People (1973 film)）（阿拉伯3）※TBS版。
- 危險人物（英语：Valdez Is Coming）

#### 電視影集
- 警網鐵金剛（英语：Kojak）
- 她書寫謀殺（英语：Murder, She Wrote）（斯賓塞·蘭利、丹尼·布里格斯、比爾）
- 荒野真情（英语：The Professionals (TV series)）

#### 動畫
- 機器戰警 THE ANIMATION（旁白）
- 變形金剛系列
  - 變形金剛（旁白[2]、聲波）
  - 變形金剛2010（日语：戦え!超ロボット生命体トランスフォーマー2010）（旁白[16]、聲波[16]）
  - 變形金剛：The Movie（旁白[17]、聲波[17]、昆泰薩2[17]）
  - 變形金剛：浴火重生（日语：トランスフォーマー ザ・リバース）（旁白[18]）

### 特攝影集
1976年
- 宇宙鐵人天地雙龍（死亡閃光的聲音〈初代〉）
- 忍者捕手（鬼火〈聲音〉）

1978年
- 蜘蛛人（骷髏怪人的聲音）
- UFO大戰爭 戰鬥吧！紅老虎（基特指揮官的聲音）

1979年
- 戰鬥狂熱J（幽靈怪人的聲音、水母海膽怪人的聲音、骷髏菇怪人的聲音、反亂兵怪人的聲音、大盗賊怪人的聲音）

1982年
- 宇宙刑事卡邦（旁白[2]）

1983年
- 宇宙刑事Sharivan（旁白[2]）

1987年
- 超人機梅塔路達（旁白[2]）
- 劇場版 超人機梅塔路達（旁白）

1988年
- 假面騎士BLACK（旁白[2]〈第40話起第2代〉）
- 假面騎士BLACK RX（旁白[2]）

1990年
- 特警Winspector（旁白）

2001年
- 時空警察Wecker（日语：時空警察ヴェッカー）（旁白）

### 電視劇
- 血的鎖鏈（日语：赤い絆）（1977年，TBS）
- 刑事7人（1978年，TBS）
- 死刑台的索道 危險的家族（1979年）
- 向太陽怒吼！（日语：太陽にほえろ!） 第374話（1979年）
- 想聽見你的聲音（1983年，TBS）
- 迷宮課迷宮先生（1985年）—旁白
- 沒有名字的偵探3 愛的復仇（日语：名無しの探偵）（1987年）—廣播聲音
- 武藏MUSASHI（2003年）—解說、第1回預告

### 電視節目
- 我們是滑稽一族（日语：オレたちひょうきん族）（旁白）
- 最後的更衣室（旁白）
- DOWN TOWN的不是給小孩的工作!!（日语：ダウンタウンのガキの使いやあらへんで!!）（旁白）
- DOWN TOWN的喜感（日语：ダウンタウンのごっつええ感じ）（旁白）
- 日立 發現世界不可思議的地方！（日语：日立 世界・ふしぎ発見!）（1987年8月22日播出集數旁白）
- Best MOTORing（日语：ベストモータリング）（御老公德拉泰克特訓行腳旁白）
- 超級J頻道（旁白）
- Sunday！Scramble（日语：サンデースクランブル）（旁白）
- 激錄！交通警察24時（日语：激録!交通警察24時）（旁白）
- （旁白）
- 環境野郎D隊（日语：環境野郎Dチーム）（旁白）
- 勇者的體育場 日本職棒珍貴Play集（日语：勇者のスタジアム・プロ野球好珍プレー）（旁白，僅感動場面）
- 新料理東西軍（東野隊）

### 電影
- Second Love（日语：セカンド・ラブ (映画)）（1983年）

### 舞台
- 陰陽師（神奈川縣鎌倉市「圓覺寺」歸源院）
- 拉夫卡迪奧·赫恩（神奈川縣鎌倉市「大佛」高德院）
- 今昔物語幻想曲（長野縣長野市「善光寺」本堂（日语：本堂））
- 言靈 光太郎智惠子（東京都江東區「東京Big Sight」）

### CD、DVD、卡式錄音帶、VHS
- 王朝春宵羅曼史（藤原大納言）
- 陰陽師 貳之卷 二人物語「匍行鬼」「白比丘尼」
- 快打旋風II外傳 ～倩咪的戰鬥序曲～（旁白）
- 變形金剛 VSY套組 付属卡式劇場 「鋼鎖VS聲波」（聲波、旁白）
- 擁抱春天的羅曼史（日语：春を抱いていた）（香藤洋一）
- 巨乳戰隊X 廣播劇CD 01、02（旁白）
- 廣播劇CD 狂野歷險 Advanced 3rd（日语：ワイルドアームズ アドヴァンスドサード） 原創廣播劇（維爾納）
- 因果 ANOTHER ONE'S WORLD 來自另一種世界的警告（旁白）
- 稻川淳二 恐怖現場系列（日语：稲川淳二 恐怖の現場シリーズ）（旁白）
- 戰爭紀錄片系列（旁白）

### 廣播節目
- 乘著閃閃發光的風 ～戈薇聲音早午餐～（TOKYO FM）—唱片騎師

### 廣播劇
- NHK-FM 冒險之路 摩天樓的贖金
- 再見了，宇宙戰艦大和號（日语：さらば宇宙戦艦ヤマト 愛の戦士たち）（1978年，All Night-NIPPON放送）

### 廣告
- 機戰傭兵2（日语：アーマード・コア2）（旁白）
- 鬼神降臨傳V -鬼隱術繼承者-（日语：ONIシリーズ#ONI V -隠忍を継ぐ者-）（旁白）
- 卡片術士西普特（旁白）
- 光明力量II 古代的封印（旁白）
- 光明力量III（旁白）
- 快打旋風II MOVIE
- 美孚機油（旁白）
- Takatoku Toys（日语：タカトクトイス） 未來戰略遊戲 機器人大戰爭（旁白）
- TAKARA 變形金剛系列玩具廣告（旁白）
  - 變形金剛
  - 變形金剛2010
  - 變形金剛：頭領戰士
  - 變形金剛：超神 Master Force
  - 變形金剛V
  - 變形金剛Z
  - 變形金剛：柯博文的復活
  - 變形金剛：微型傳說
  - 變形金剛
  - 變形金剛：復仇之戰
  - 變形金剛 網路限定玩具廣告
- 變形金剛 柯博文之謎（旁白）
- 東洋水產 假面騎士BLACK速食杯麵（旁白）
- 萬代
  - 特搜機器人強帕森 DX傑格列佛（旁白）
  - 假面騎士空我玩具廣告（旁白）
- 豐田Celsior（日语：トヨタ・セルシオ）（旁白）
- 資生堂（旁白）
- 可果美（旁白）
- 普利司通（旁白）
- KIRIN（旁白）
- SEIKO（旁白）
- NTT（旁白）
- 龜甲萬（旁白）
- 日本IBM（日语：日本アイ・ビー・エム）（旁白）
- KOMATSU（旁白）
- 東京迪士尼樂園（旁白）
- HONDA（旁白）
- LOTTE（旁白）
- 木曾路（日语：木曽路 (企業)） 飲食連鎖店廣告（旁白）
- 日本煙草、MILD SEVEN、Select（旁白）
- 超級銀河戰士（旁白）
- Populous（日语：ポピュラス）（旁白）
- 月亮搖籃（旁白）
- 東映視訊（日语：東映ビデオ）
  - 宇宙刑事系列DVD（旁白）
  - 東映特攝英雄THE MOVIE-BOX（旁白）

### 其它
- 黃金蝙蝠 紙芝居版（黃金蝙蝠、旁白）
- 變形金剛系列
  - 令人興奮的變形金剛！（旁白）
  - 戰鬥吧！超機械生命體變形金剛 訂單會議視頻（旁白）
  - 變形金剛 電話（聲波、旁白）
  - 變形金剛 店面用LD遊戲（旁白）
  - 變形金剛：頭領戰士 試映版（旁白）

## 著書
- 《言靈 光太郎智惠子》（2004年，夢吽空，第一版）
- 《言靈 智惠子光太郎》（2004年，新風舎、2008年，文藝社）

## 腳註

## 外部連結
- 日本電影數據庫（JMDb）上政宗一成的資料（日語）
- 政宗一成 （日語）—allcinema（日语：allcinema）
- 政宗一成 （页面存档备份，存于） （日語）—KINENOTE
- Issei Masamune在互联网电影资料库（IMDb）上的資料（英文）
- 政宗一成 （页面存档备份，存于） （日語）—MOVIE WALKER PRESS（日语：MOVIE WALKER PRESS）
- 政宗一成的MySpace主頁 （日語）
- YouTube上的政宗一成頻道 （日語）